# 3-硝基苯甲醛
3-硝基苯甲醛是一种有机化合物，化学式为C7H5NO3。它可由苯甲醛的直接硝化制得，且该产物为主产物，占比72%。它可用作尼群地平、尼鲁地平等药物的中间体，也可用于制备染料。